# Франсиско да Силва, Каюби
Каюби (порт. Caiuby; полное имя — Каюби Франсиско да Силва; 14 июля 1988, Сан-Паулу, Бразилия) — бразильский футболист, нападающий клуба «Патросиненсе».

## Клубная карьера
До того, как перебраться в Бундеслигу, сменил несколько бразильских клубов, таких как «Сан-Паулу», «Коринтианс» и т. д.
29 августа 2008 года подписал пятилетний контракт с «Вольфсбургом». Свой первый матч за клуб провел 24 сентября 2008 года в рамках второго круга Кубка Германии 2008/2009 против бременского «Обернойланда», отметившись также по ходу встречи голом. С Каюби связан один забавный случай: на 65-й минуте матча против «Шальке 04» он заменил на поле Кристиана Гентнера, минуту спустя забил гол, но через несколько минут сам был заменен из тактических соображений.
В июле 2009 года, чтобы получать больше игровой практики, был отдан в аренду «Дуйсбургу», после которой снова отправился в аренду, теперь уже в «Ингольштадт 04». По окончании аренды остался в «Ингольштадте», подписав контракт на 3 года.
Перед началом сезона 2014/2015 перешел в команду первой Бундеслиги «Аугсбург».

## Достижения
«Вольфсбург»
- Чемпион Германии: 2008/2009